# 塞纳莱-圣费利切
塞纳莱-圣费利切（義大利語：Senale-San Felice），是意大利博尔扎诺-上阿迪杰自治省的一个市镇。总面积27平方公里，人口780人，人口密度28.9人/平方公里（2009年）。ISTAT代码为021118。

## 友好城市
- 德国魏登贝格 1976年